# Russelia polyedra
Russelia polyedra là một loài thực vật có hoa trong họ Mã đề. Loài này được Zucc. miêu tả khoa học đầu tiên năm 1836.